# Месопотамија
Месопотамија, понекад називана Међуречје (ијек. Међурјечје) (превод од стперс. Miyanrudan — „Земља између две реке“; или арам. назива Beth-Nahrin — „Кућа двеју река“), подручје је југозападне Азије. Научно речено, Месопотамија обухвата алувијалну раван између река Тигра и Еуфрата, у Ираку и Сирији. Међутим, сматра се да израз такође потпуно обухвата речне равнице, као и околна низинска подручја чије границе чине Арапску пустињу на западу и југу, Персијски залив према југу, те планине Загрос и Кавказ према северу. Месопотамија је једна од најважнијих подручја у историји човечанства. Многе старе цивилизације су се ту развиле, као на пример Сумер, Вавилон, Асирија, Акад, итд. Неки од најранијих примера писања у свету су пронађени у овој регији, а ту су настали и први градови. Због свега овога, Месопотамија је позната као „колевка цивилизације“. Месопотамско подручје је у раздобљу од 4000. п. н. е. до 1000. п. н. е. дало значајну цивилизацију у којој су се измјењивали разни народи: Сумери, Акађани, Асирци (на северу) и Вавилонци (на југу). Налазишта ових култура су у данашњој Сирији и Ираку.
Заједничка карактеристика народа Месопотамије је употреба најстаријег клинастог писма којег су они и измислили. Сумери су први творци ове високо развијене културе, а Акађани око 3000. п. н. е., а потом Вавилонци и Асирци настављају и развијају сумерску културу. У ствари, без обзира који се народ мења у владавини овим просторима, култура остаје скоро непромењена — зато говоримо о јединственој месопотамској култури. У 6. веку п. н. е. Персијанци предвођени Киром Великим освајају Вавилон, те се након тога на овом подручју развија персијска држава, која утиче на ове просторе и након 330. п. н. е. када их осваја Александар Велики, све до продора Арапа и ислама када ови простори постају део калифата.

## Географија
Месопотамија обухвата земљу између река Еуфрата и Тигра, које извиру из Јерменске висоравни. Обе реке имају знатан број притока, и целокупни речни систем одводи воду из огромног планинског региона. Копнени путеви у Месопотамији обично следе Еуфрат, пошто су обале Тигра често стрме и неприступачне. Клима региона је полусушна са огромним пустињским пространствима на северу на која се надовезује регион са 15000 km² мочвара, лагуна, блатних низија и трстика на југу. На екстремном југу, Еуфрат и Тигар се сједињују у уливају у Персијски залив.
Суво окружење обухвата пространство од северних области са пољопривредом зависном од кише, до југа где је иригациона пољопривреда есенцијална. Иригација је потпомогнута високим нивоима воде и отапањем снега са врхова северних Загроских планина, и са Јерменске висоравни, извора река Тигра и Еуфрата, по којима је регион добио име. Корисност иригације је зависна од способности мобилисања довољне радне снаге за конструкцију и одржавање канала, и стога је од најранијег периода доприносила развоју урбаних насеља и централизованих система политичке власти.
Пољопривреда је широм региона током векова била допуњавана номадским сточарством, где номади који живе у шаторима чувају овце и козе (и касније камиле) на приобалним пашњацима током сувих летњих месеци, и на сезонским пашњацима на ивици пустиње током влажне зимске сезоне. У области постоји недостатак камена за грађевинарство, драгоцених метала, те је област историјски била зависна од трговине пољопривредним производима ради обезбеђивања тих материјала из удаљених региона. У мочварама на југу области, постојала је од преисторијских времена комплексна рибарска култура, која је била комплементарни културни чинилац.
Периодични распади културног система су се јављали из бројних разлога. Потражња за радном снагом је с времена на време доводила до пораста популације којим су се превазилазиле границе еколошки одрживог капацитета, и у периодима климатске нестабилности је долазило до колапса централне владе и опадања величине популације. Алтернативно, војна рањивост на инвазију од стране маргиналних планинских племена или номадских пасторалиста је доводила до периода трговинског колапса и занемаривања иригационих система. Исто тако, центрипеталне тенденције међу градским државама су имале за последицу да је увођење централне власти над целокупним регионом бивало кратког века, док је локализам фрагментисао моћ у племенске или мање регионалне јединице. Ови трендови су присутни све до садашњег Ирака.

### Реке
Еуфрат (дуг 2780 km) и Тигар (дуг 1950 km) су највеће реке Месопотамије. Извиру у планинским предјелима Јерменије, а уливају се у Персијски залив. На свом путу напајају водом две велике долине, богатог глинастог тла. Земљорадници на њима гаје жито, јечам козе и овце. Ван ове плодне земље налази се степа и пустиња у којој су живјели номадски сточари. Месопотамци су реке Тигар и Еуфрат сматрали божанствима. У Тигар и Еуфрат се се уливале мале речице.

## Историја
Античка Месопотамија обухвата период од касног 4. миленијума п. н. е. до успона Ахеменида у 6. веку п. н. е. Тај дуги период се може поделити на следећи начин:
- Касни Неолит:
  - „Културе“ Хашуна, Самара и Халаф
- Енеолит:
  - Убаидски период (око 5900. п. н. е. — 4000. п. н. е.)
  - Период Урука (око 4000. п. н. е. — 3100. п. н. е.)
- Рано бронзано доба
  - Период Џемдет Насра (око 3100. п. н. е. — 2900. п. н. е.)
  - Први династички градови-државе (око 2900. п. н. е. — 2350. п. н. е.)
  - Акадско царство (око 2350. п. н. е. — 2193. п. н. е.).
  - Трећа династија Ура („Сумерска ренесанса“ или „Нео-сумерски период“; око 2119. п. н. е. — 2204. п. н. е.)
- Средње бронзано доба
  - Рано Асирска краљевина (20. век п. н. е. — 18. век п. н. е.)
  - Прва вавилонска династија (18. век п. н. е. — 17. век п. н. е.)
- Касно бронзано доба
  - Каситска династија, Средњи асирски период (16. век п. н. е. - 12. век п. н. е.)
- Гвоздено доба
  - Сиро-хетитске или Нео-хетитске регионалне државе (11. век п. н. е. — 7. век п. н. е.)
  - Новоасирско краљевство (10. век п. н. е. — 7. век п. н. е.)
  - Халдејско краљевство (7. век п. н. е. — 6. век п. н. е.)
  - Ахеменидско краљевство (6. век п. н. е. — 4. век п. н. е.)

### Праисторија
Око ← 9000—8000. Узгој житарица и махунарки на Леванту — „неолитска револуција“ — на Блиском истоку; прва трајна насеља.
Око ← 5000. групе које се баве наводњавањем насељавају алувијалну низину у Месопотамији. Почетак добивања и прераде бакра на Блиском истоку.
Око ← 4000. у Месопотамији се шири градска култура: градња утврђења и храмова од цигле (Еријуд, Тел Асмар, Тел Бак). Почиње процват еламитске цивилизације — керамика украшена биљним и животињским елементима уцртаним у геометријске облике. Почетак ливања бронзе на Блиском истоку; прва примена плуга.

### Сумерски период
Историја Месопотамије је почела у Сумеру. У 3. миленијуму прије нове ере два народа (Сумерци и Акађани) су се населила у Месопотамију. Сумерци су живели на југу крај Персијског залива. Говорили су језиком који није сличан ни једном данашњем језику. Они су открили писмо око 3200. п. н. е. Земља им је била подјељена на градове-државе којима је владао један краљ. Око 2300. п. н. е. њихови сусједи Акађани су се населили сјеверно од њих, заузели Сумер и створили пространо царство. (Акадско царство)

### Вавилонски период
Током 2. миленијума старе ере, Аморити, а затим и Арамејци настањују се у Месопотамији која се поново подијелила на више краљевстава. Међутим, у 18. вијеку п. н. е. Хамурабије, краљ Вавилона је основао јединствену и стабилну државу која се пружала од Персијског залива до града Мари. Град Вавилон је постао веома значајан културни и вјерски центар Месопотамије.

### Асирски период
Почетком 1. миленијума прије нове ере, Асирци, који су били настањени на сјеверу Месопотамије шире свој утицај према југу. Тада је настало велико Асирско краљевство.
- 930—608. п. н. е. семитски Асирци у ужасном рату покоравају Месопотамију (главне градове: Ашур и Ниниву). Вавилон је освојен; Сирију и Палестину с времена на време осваја Египат.
- Око 900. п. н. е. оснивање краљевства Мерое.
- Око 840. п. н. е. успон државе Урарту.
- 814. п. н. е. према предаји, Феничани оснивају Картагу.
- Око 750. п. н. е. Амос, први велики пророк у Краљевству Израел.
- 721. п. н. е. Асирци под краљем Саргоном II освајају Самарију. Асирска војна премоћ траје до ← 705.
- 671. п. н. е. Асирци покоравају Египат; почетак обраде гвожђа.
- 668—627. п. н. е. под Асурбанипалом асирско краљевство доживљава своје највеће ширење.
- Око ← 650. п. н. е. Први ковани новац: Лидија (Мала Азија).
- 612. п. н. е. Медијци и Бабилонци разарају Ниниву; пад Новоасирског царства.

### Нововавилонски период
- 586. п. н. е. Краљ Набукодонозор II, који је Вавилон поново учинио снажном државом (до 539. п. н. е.), разара јерусалимски храм и води Јевреје у „вавилонско ропство“. Незнатан део њих враћа се 583. п. н. е. у Палестину.
- Око 580. п. н. е. шири се Заратустрино учење у Перзији.
- 550. п. н. е. Заратустрино учење постаје службена религија у Персији. Персијанци под краљем Киром Великим побеђују Астијагово Медијско царство, затим Крезову Лидију у Малој Азији, те цело подручје Великог Ирана.
- 540. п. н. е. Деутероизаија јеврејски пророк делује за време ропства у Вавилону.

### Персијски период
- 539. п. н. е. Кир Велики осваја Вавилон, а Дарије I Велики влада од Инда до Нила. Око 520. Ахеменидска династија у Персији преноси прехрамбено биље (рижу, брескву, марелицу, итд.) у Западну Азију.
- 500. п. н. е. устанком грчког града Милета против владавине персијског владара Дарија I Великог започињу грчко-перзијски ратови (до 449-494. п. н. е. Персијанци покоравају Милет и гуше Јонски устанак;
- 490. п. н. е. Пораз персијске војске која се искрцала код Маратона од Атињана под водством Милтијада;
- 486. п. н. е. У Персији након Даријеве смрти цар постаје Ксеркс  (Xerxes). Он се припрема за коначно покоравање Грка;
- 485. п. н. е. Ксеркс води јаку војску према Грчкој преко Хелеспонта; његова флота преузима бочну заштиту с мора; Спартански краљ Леонида и 300 ратника бране кланац код Термопила; они су међутим заобиђени; гине и последњи човек; Поморска битка код Саламине; Атину, коју је становништво напустило разарају Персијанци; ипак Темистокло успева да намами велике персијске бродове у увалу пред градом где их уништавају покретне грчке триреме;
- 448. п. н. е. Споразум о миру између Грчке и Персије. Персијско царство одустаје од превласти над грчким полисима у Малој Азији и од права на трговање у Егејском мору.
- 413. п. н. е. Спартанци склапају споразум са Персијом како би освојили Атину.
- 386. п. н. е. персијски краљ Артаксеркс II користи се раздором и политичком разједињеношћу Грка и диктира им Краљевски мир, којим сви малоазијски градови потпадају под Перзијско царство.

### Хеленистички период
- 334. п. н. е. Александар прелази преко Хелеспонта с македонско-грчком војском. Победа над Персијанцима на реци Гранику.
- 333. п. н. е. Александар побеђује персијског краља Дарија  у бици код Иса.
- 330. п. н. е. Последњи ахеменидски краљ Дарије  бива убијен у бегу пред Александром. Александар кажњава убицу, узима у заштиту цареву породицу и проглашава се насљедником персијских владара. Намерава да Македонце, Грке и Персијанце претвори у један народ.
- 312./311. п. н. е. Почетак селеукидског доба; први непрекидан састав рачунања времена.
- 238. п. н. е. Арсак I. отима Партију од Селеукида. Партско царство ће кроз бројне сукобе с Римљанима и номадима трајати до 224.
- 64. п. н. е. Римски војсковођа Помпеј Велики осваја Сирију; крај Селеукидског царства.

### Партски период
- 53. п. н. е. Битка код Каре; Партска монархија побеђује Римљане.
- Око 1. н. е. рођен Исус Христ.
- 46-57. Мисионарска путовања св. Павла.
- 70. Римљани разарају јеврејски храм у Јерусалему.
- 97. Кинески изасланик Кан Јинг посећује Персију.
- Око 100. развија се техника дувања стакла у Сирији.
- 116. Римски цар Трајан довршава освајање Месопотамије.
- 132. Јеврејски устанак против римске власти доводи до дијаспоре Јевреја.
- Око 200. Довршен Зборник јеврејских закона.

### Сасанидски период
- 224. Партски гувернер Ардашир (до 240.) руши Артабана V, последњег партског краља и утемељује Сасанидску династија у Персији.
- 242—272. највећи сасанидски владар, Шапур I, гради своју палату у Ктезифонту покрај Вавилона.
- 540. Хозроје I опустошује Антиохију.
- 611. Персијска војска осваја Антиохију и Јерусалим те покорава Малу Азију (до 626.)
- 622. Мухамедова хиџра: почетак исламског календара.
- 628. Хераклије побеђује Персијанце код Ниниве.
- 632. Умире Мухамед: почиње арапско ширење.

## Култура

### Митологија
Месопотамци верују у невидљиви натприродни свет који управља њиховим животом. То „Горе" настањују стотине богова који подсећају на људе „Доле“: попут њих они имају врлине и мане. Међутим, поседују изузетну снагу, велику лепоту и бесмртност.
Месопотамци су ријеке Тигар и Еуфрат сматрали божанствима. Понекад су се њима обраћали ради доношења пресуда. Оптужени се морао заронити у божанску реку; ако потоне, значи да је крив, а ако исплива, проглашава се невиним.
Мардук је месопотамско врховно божанство. Крајем 2. миленијума прије нове ере, он је постао бог свих Месопотамаца. Сваки вавилонски краљ је на почетку своје владавине одлазио у храм и стављао руку на кипа Мардука. То је био начин да прими своју моћ од бога.
Вавилонски богови нису били једнаки. Енлил, врховни бог је управљао свима. Његов брат, Енки-Еа је господар вода. Он је створио људе и њихов је пријатељ. Енлилова жена, Инана-Иштар је богиња љубави и рата. Мноштво нижих божанстава преносе Енлилова наређења „доњем“ свету. Тако је постојао бог за сваку ствар, сваки занат и сваку ситуацију.
Све што се деси на земљи, било добро или лоше, последица је божије воље. Људи проучавају знаке које им богови шаљу (на пример снажни пљусак ван кишне сезоне) да би сазнали шта ће им се догодити. Посвећују им такође храмове, кипове, накит, храну, жртве, молитве и песме и организују прославе у њихову част да би стекли њихову милост или умирили њихов гнев.

#### Еп о Гилгамешу
Еп о Гилгамешу је дуга песма написана на акађанском језику. Опева подвиге овог полулегендарног краља и Говори о храбрости, пријатељству и потрази за вечитим животом.
'Енкиду, божанска творевина
Богови желе да очитају лекцију овом гордом човеку! Стварају му супарника, Енкидуа. Када је Гилгамеш сазнао за њега он одлучује да му се супротстави. Сукоб остаје без победника и супарници постају нераздвојни пријатељи. Из пркоса заједно улазе у забрањену „Кедрову шуму". Тиме разљућују дива Хумбабу, чувара ове шуме, и убијају га. Враћају се у Урук поносни на своје подвиге.
Казна
Гилгамеш одбија удварање Иштар, богиње љубави. Овога пута богови одлучују да га казне. Убијају Енкидуа. Гилгамеш, избезумљен од бола, оплакује свог пријатеља. Постаје свестан постојања смрти, коју жели да избегне.
Да ли ће Гилгамеш постати бесмртан?
Гилгамеш полази на веома далек пут у потрази за бесмртношћу. На дну опасног мора он бере биљку која даје вечиту младост ономе ко је поједе. Међутим, на повратку, једна змија му отима чаробну траву и он заувек губи наду да ће постати бесмртан.

## Језик и писмо
Најранији писани језик у Месопотамији је био Сумерски, који је аглутинативни језички изолат. Поред Сумериског, Семитски језици су били у говорној употреби у раној Месопотамији. Субарту, језик Загроса, који је вероватно сродан са Хуритско-урартском језичком фамилијом се задржао у личним именима, називима река и планина, и у разним занатима. Акадски језик је постао доминантан током времена Акадског царства и Асирских империја, док се Сумерски задржао у административним, религиозним, литерарним и научним применама. Различите варијанте Акадског су коришћене до краја периода Нововавилонског краљевства. Староарамејски језик, који је већ постао заступљен у Месопотамији, је постао званични провинцијски административни језик прво Неоасирског царства, и затим Ахеменидске монархије: званична варијанта се називала империјалним Арамејским језиком. Акадски језик је затим занемарен, мада се заједно са Сумерским још увек кориштен у храмовима током више векова. Последњи Акадски текстови датирају из касног првог века п. н. е.
Рано у месопотамској историји (око средине 4. миленијума п. н. е) дошло је до изума клинастог писма за Сумерски језик. Назив писма потиче од његовог изгледа, услед троугаоног типа стила који је кориштен за утискивање знакова у влажну глину. Сматра се да је стандардизована форма сваког од знакова клинастог писма развијена од пиктограма. Најранији текстови (7 архаичних плочица) потичу из É, храма посвећеног богињи Инана од Урука, из зграде коју је особље на ископавању означило као храм Ц.
Познавање раног логографског система клинастог скрипта се стицало вишегодишњим учењем. Стога је само мали број особа које су радиле као писари могле да га користе. То је тако остало све до времена широке употребе слоговног писма током Саргонске власти кад је знатан део месопотамске популације постао писмен. Масивни архиви текстова су откривени. Они се баве археолошким контекстом старих Вавилонских преписивачких школа, путем којих се ширила писменост.
Током трећег миленијума п. н. е. развио се веома интимни културни симбиотски однос између корисника Сумерског и Акадског језика, који је обухватао широко заступљену двојезичност. Утицај Сумерског на Акадски (и обрнуто) је евидентан у свим областима, од лексичког позајмљивања на масовној скали, до синтаксне, морфолошке, и фонолошке конвергенције. То је подстакло учењаке да сматрају Сумерски и Акадски у трећем миленијуму језичким савезом. Акадски је постепено заменио Сумерски као говорни језик Месопотамије на прелазу 3. и 2. миленијума п. н. е. (прецизно датирање је предмент дебата), мада је Сумерски и даље коришћен као свети, церемонијални, литерарни, и научни језик у Месопотамији до 1. века п. н. е.